# Фрагмент

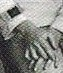
Фрагмент світлини

Фрагмент (лат. fragmentum — уламок, шматок, скалка) — яка-небудь частина цілого.

## Історична семантика
В латинській мові в первинному значенні це слово вживалося для назви шматків розбитого глиняного посуду, але пізніше фрагментами стали називати збережені залишки літературних пам'яток, творів мистецтва (рукописів, скульптур, архітектурних споруд.
Це слово увійшло до багатьох сучасних мов, і використовується як синонім частини (фрагмент фільму, фрагмент виробу або деталі, фрагмент зображення тощо).

## Фрагментарність та період модерну
Фрагментарність, культивування фрагмента як жанру - значима риса нової епохи, її філософської думки ( Артур Шопенгауер , Фрідріх Вільгельм Ніцше ) і мистецтва (літератури, музики) з часів романтизму  - Новаліс , Фрідріх Шлегель , Кьеркегор , есеїстиці XX століття ( К. Краус , Е. Канетті , Чоран , Еухеніо д'Орс , Е. Юнгер , Н. Гомес Давіла , М. Бланшо , Ж. Грак , П.-А.Журданта ін.) та в експериментальній прозі («Романи в три рядки» Фелікса Фенеона , «Грегерії» Р. Гомеса де ла Серни , «Творець», «Атлас» та ін. книги Борхеса , «Литера» та ін. книги Аугусто Монтерросо , «Сліди» Я. Демла , «Відтінки та подробиці» та «Нотатки» Л. Холя , «Я пам'ятаю» Ж. Перека , «Opus incertum» Р. Мюньє та ін.).

## Фрагмент в фотографії
Фрагмент - це жанр, що прийшов у фотографію з кінематографа (великий план), якщо в кадрі відображається не весь об'єкт, а лише його частина, дивлячись на яку глядач відчуває фрагментарність, деталь фігури, об'єкту чи пейзажу.